# San Justo de la Vega
Pour les articles homonymes, voir San Justo.
San Justo de la Vega est une localité et un municipio (municipalité ou canton) de la comarque de Vega del Tuerto, dans la province de León, communauté autonome de Castille-et-León, dans le Nord de l'Espagne. La localité est le chef-lieu du municipio du même nom.
Cette localité est une halte sur le Camino francés du Pèlerinage de Saint-Jacques-de-Compostelle.

## Démographie
Villages et hameaux
- San Justo de la Vega (chef-lieu),
- San Román de la Vega (es), avec ses deux quartiers (barrios) excentrés :
  - barrio de Abajo
  - barrio de Arriba
- Nistal,
- Celada.

| 1920  | 1930  | 1940  | 1950  | 1960  | 1970  | 1981  |
| ----- | ----- | ----- | ----- | ----- | ----- | ----- |
| 2 771 | 2 811 | 3 037 | 3 077 | 3 031 | 2 758 | 2 693 |

| 1991  | 2000  | 2010  | - | - | - | - |
| ----- | ----- | ----- | - | - | - | - |
| 2 457 | 2 289 | 2 054 | - | - | - | - |

## Culture et patrimoine

### Pèlerinage de Compostelle

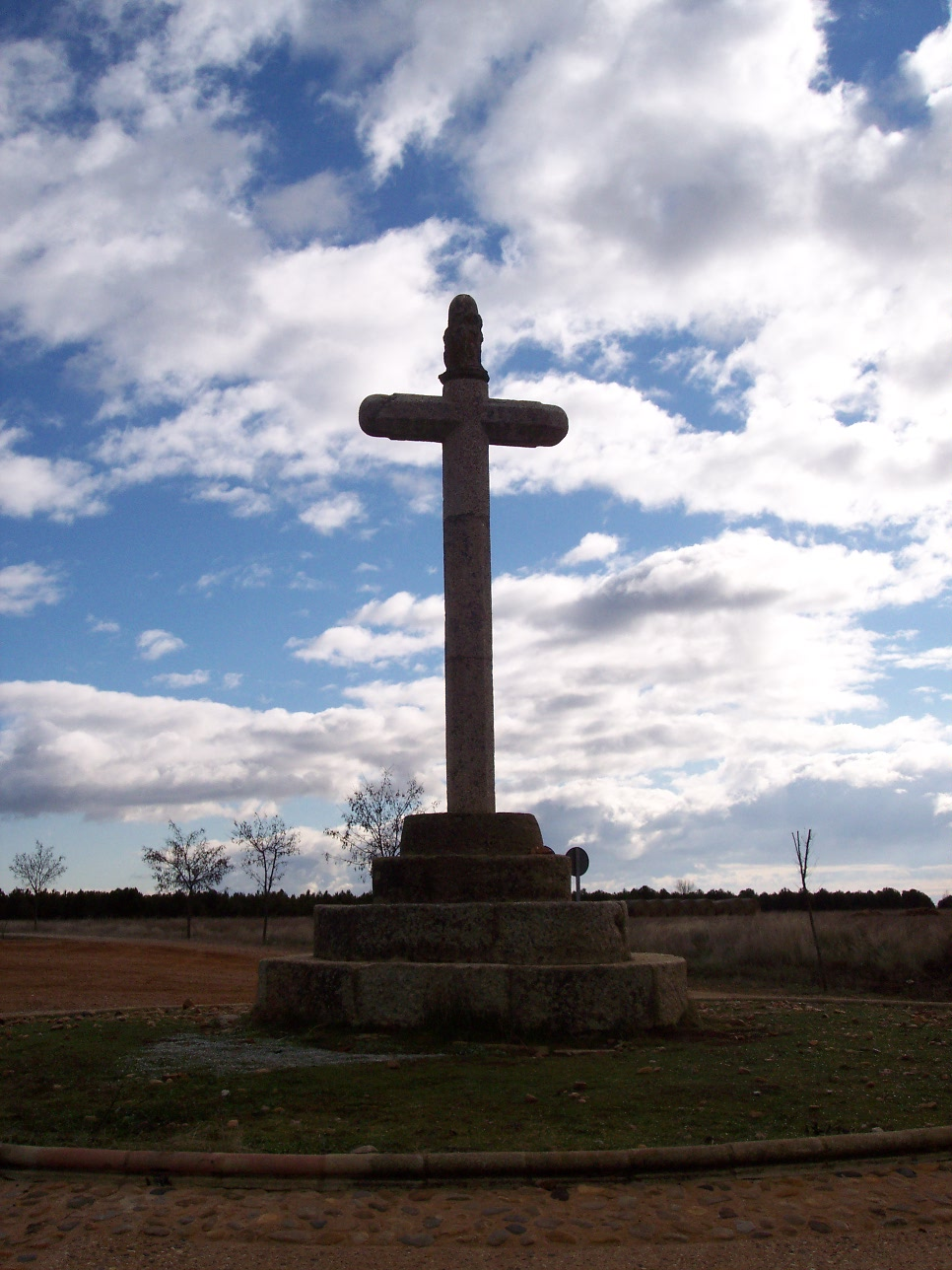
Cruceiro Toribio, sur le Camino francés, avant San Justo de la Vega.

Par le Camino francés du Pèlerinage de Saint-Jacques-de-Compostelle, le chemin vient de Santibáñez de Valdeiglesias dans le municipio de Villares de Órbigo.
La prochaine étape est la ville d'Astorga, dans le municipio du même nom, vers l'ouest.

## Sources et références
- (es) Cet article est partiellement ou en totalité issu de l’article de Wikipédia en espagnol intitulé « San Justo de la Vega » (voir la liste des auteurs).
- (fr) Grégoire, J.-Y. & Laborde-Balen, L. , « Le Chemin de Saint-Jacques en Espagne - De Saint-Jean-Pied-de-Port à Compostelle - Guide pratique du pèlerin », Rando Éditions, mars 2006,  (ISBN 2-84182-224-9)
- (fr)« Camino de Santiago St-Jean-Pied-de-Port - Santiago de Compostela », Michelin et Cie, Manufacture Française des Pneumatiques Michelin, Paris, 2009,  (ISBN 978-2-06-714805-5)
- (fr)« Le Chemin de Saint-Jacques Carte Routière », Junta de Castilla y León, Editorial

## Galerie de photos

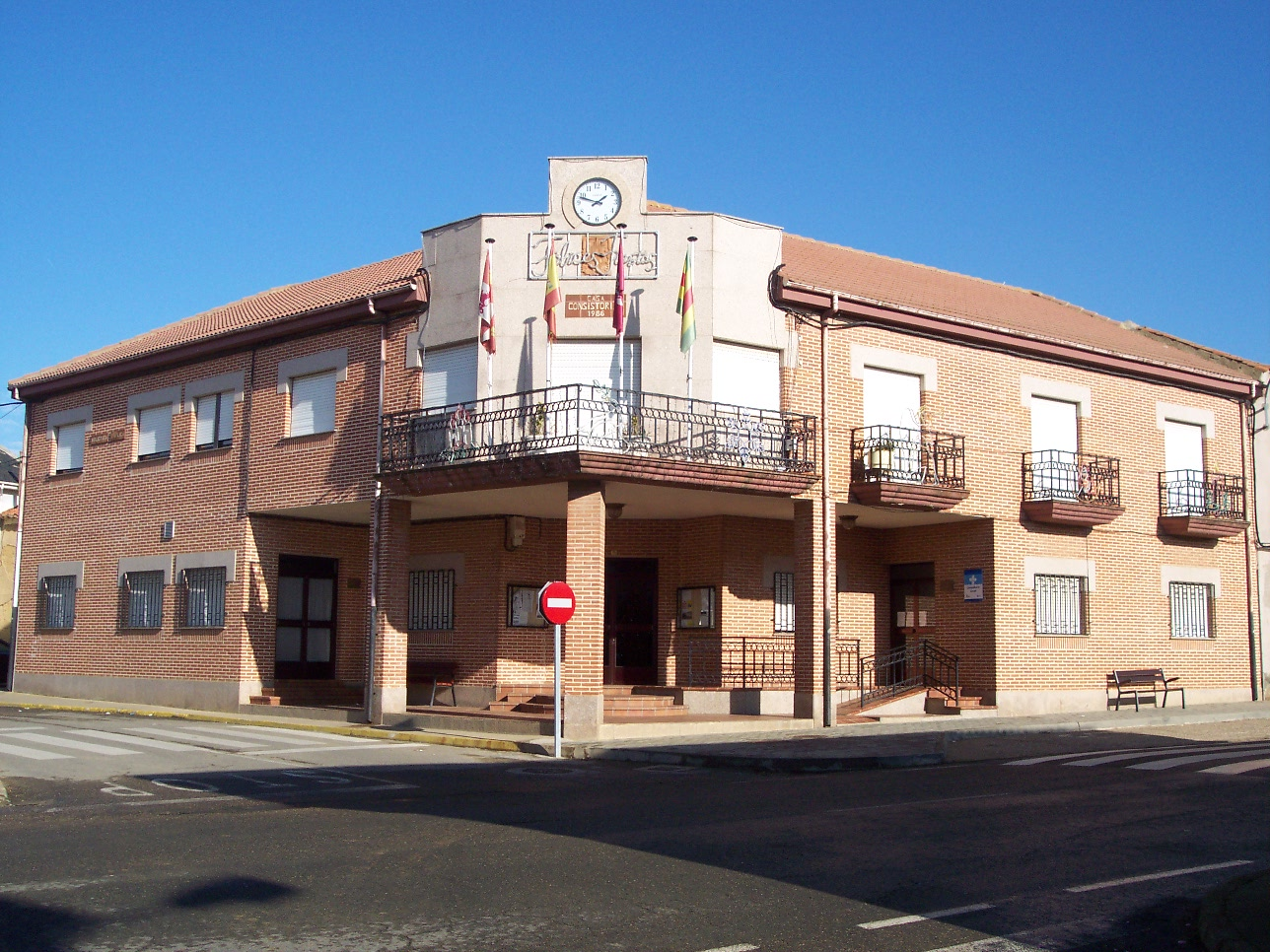
Bâtiment de l'Ayuntamiento de San Justo de la Vega.
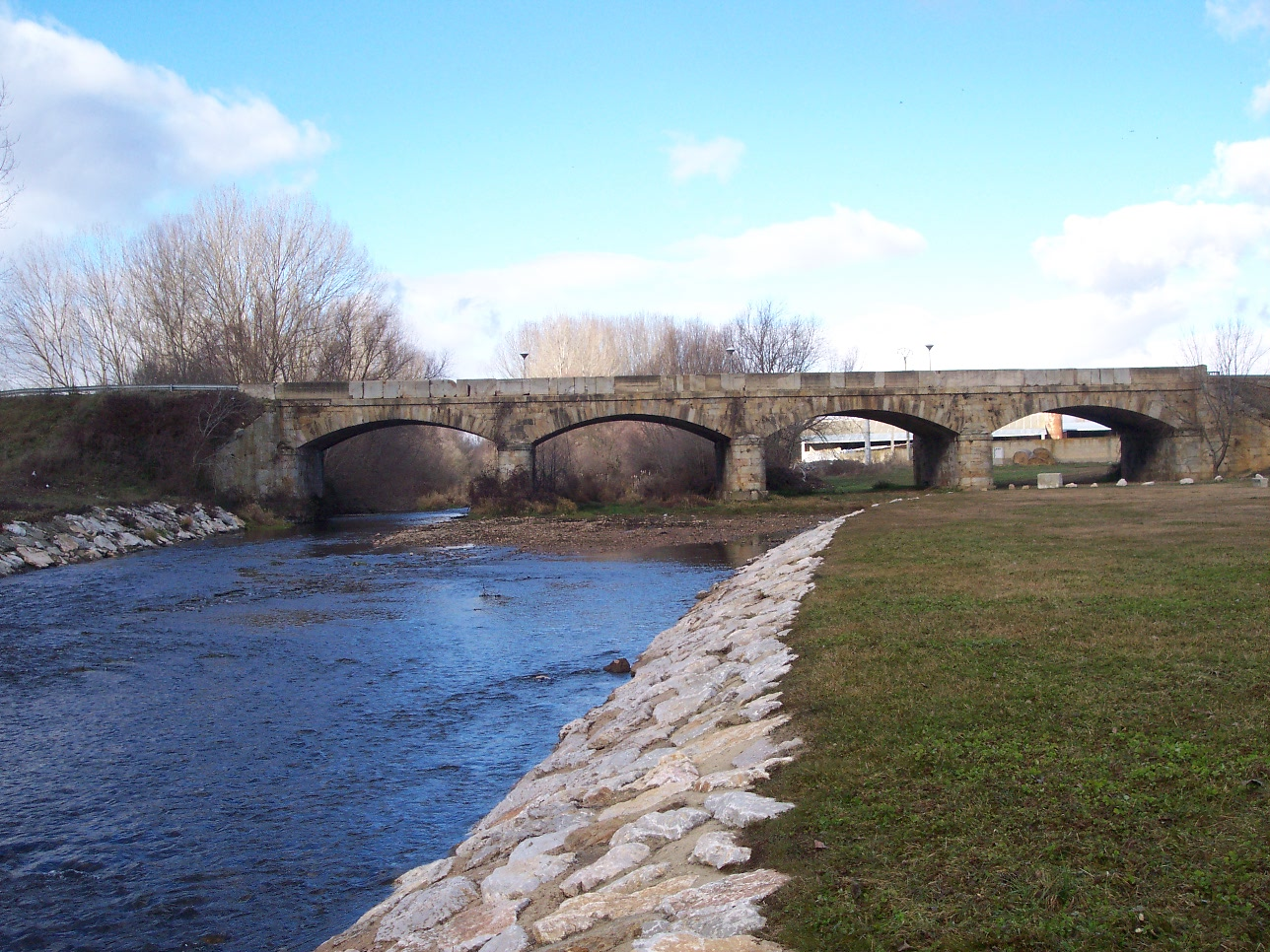
Pont de la Molinería sur le río Tuerto.
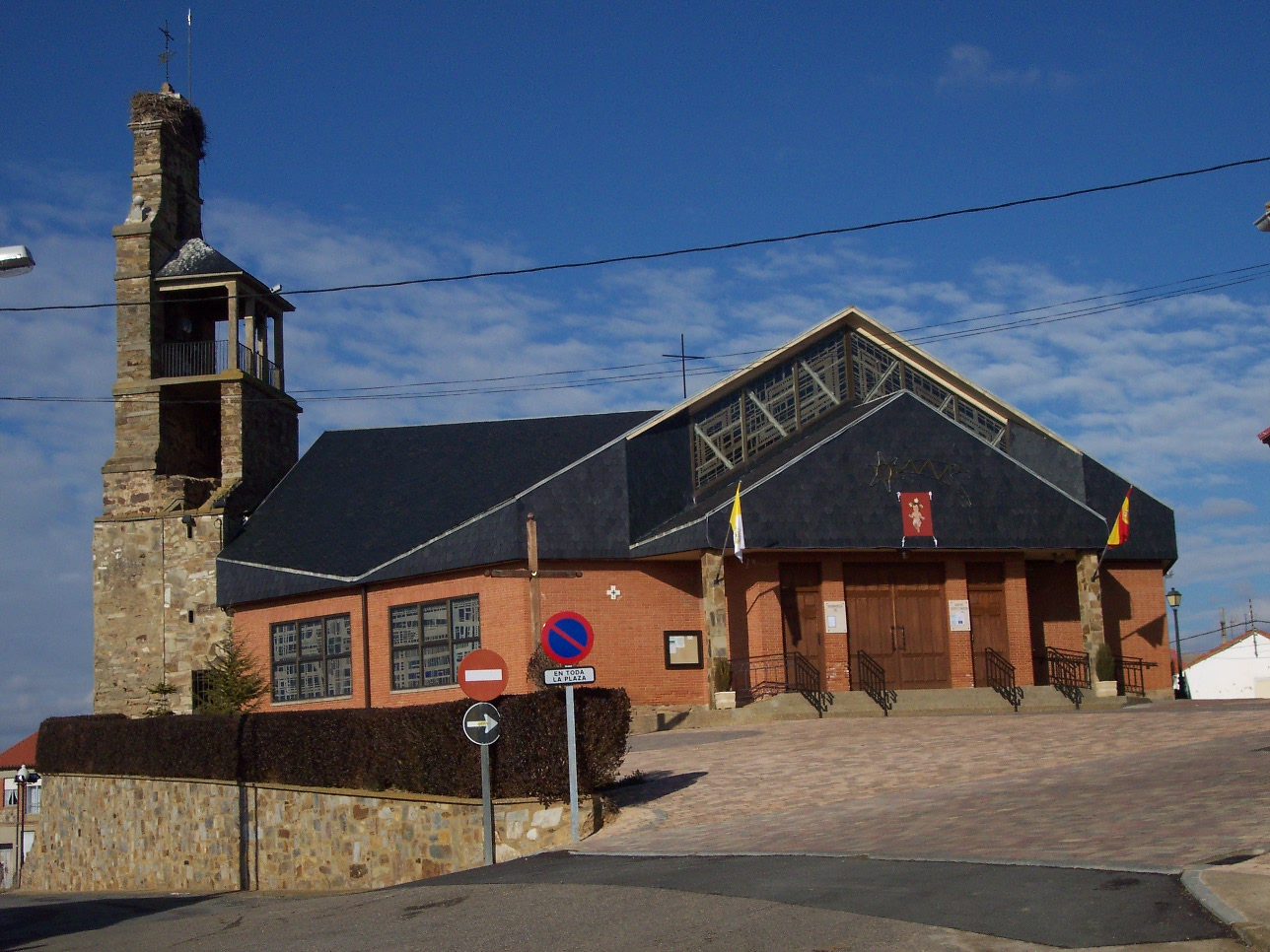
Vue latérale de la iglesia sanjusteña.
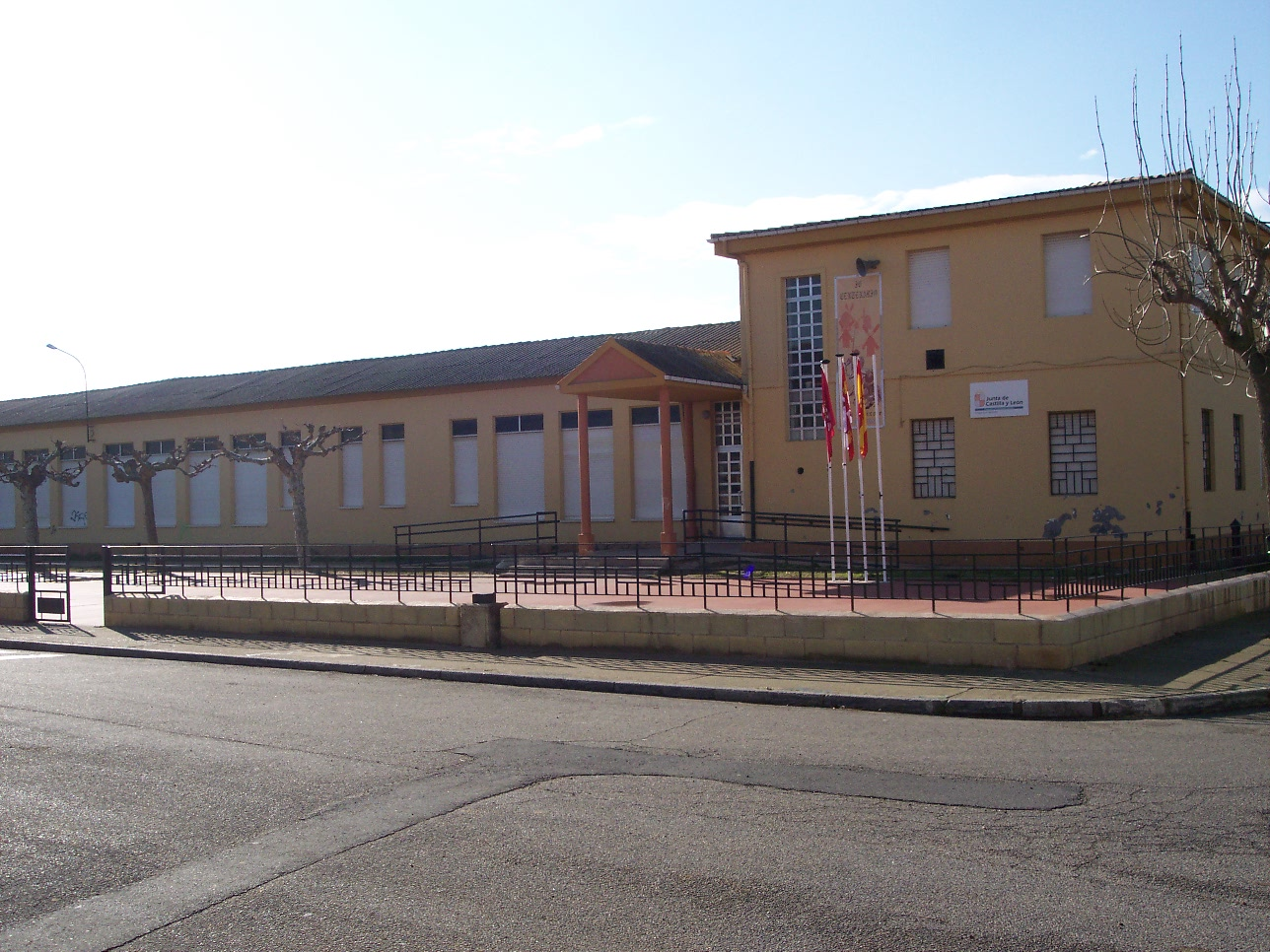
Collège El Crucero, appartenant à la CRA Vegacemar.
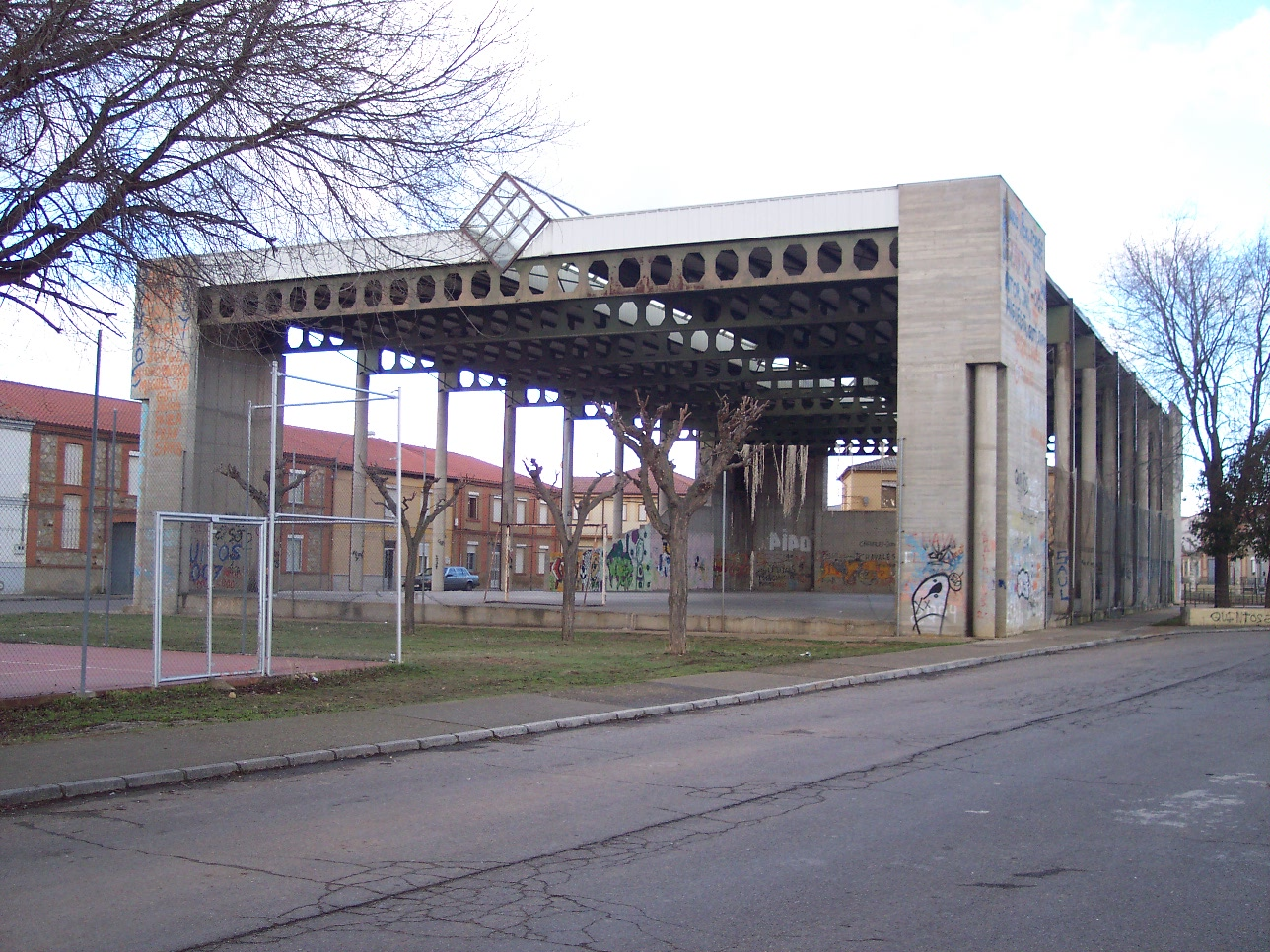
Pavillon sportif de San Justo de la Vega.
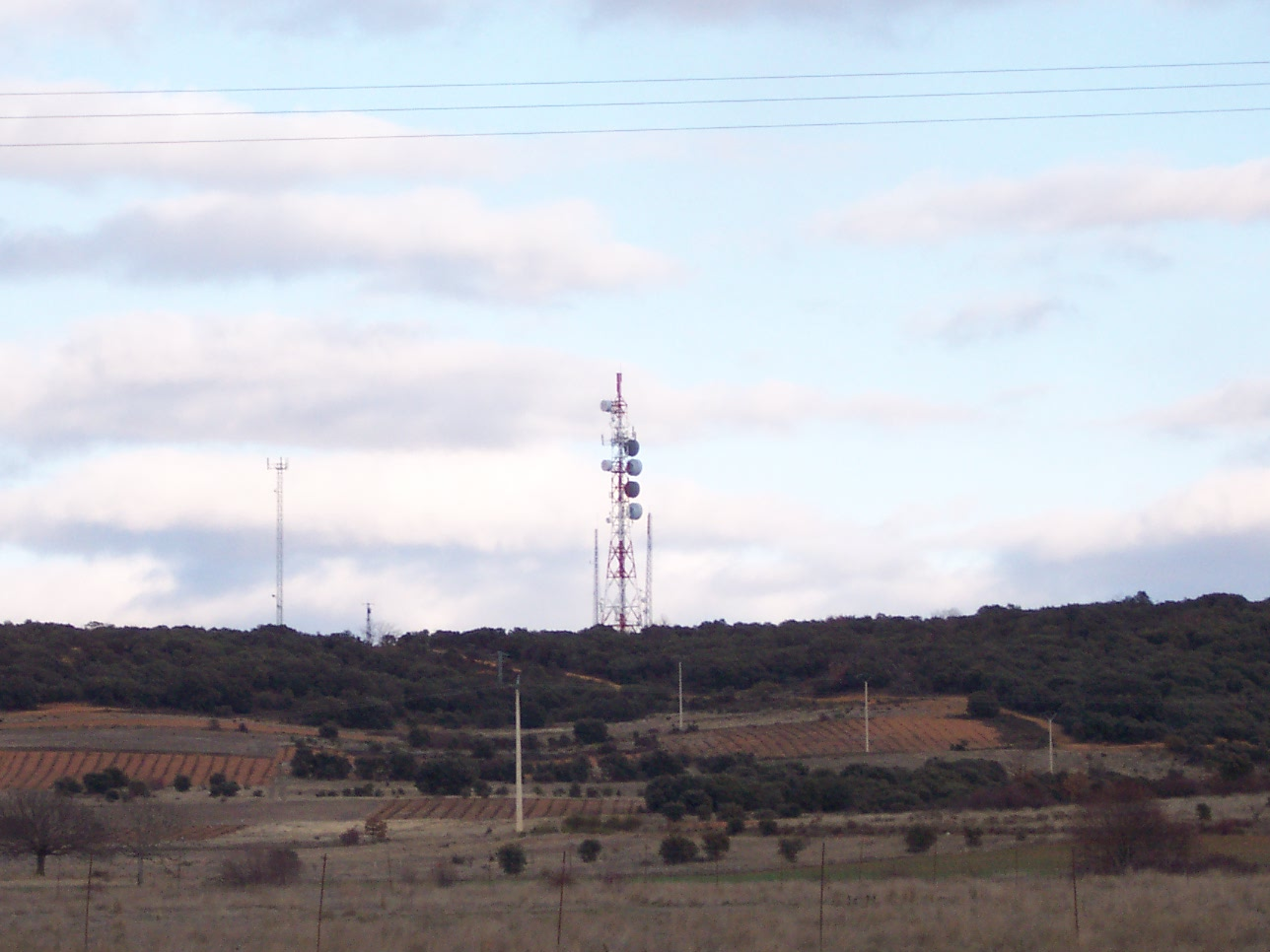
Relais TV sur les hauteurs du municipio.
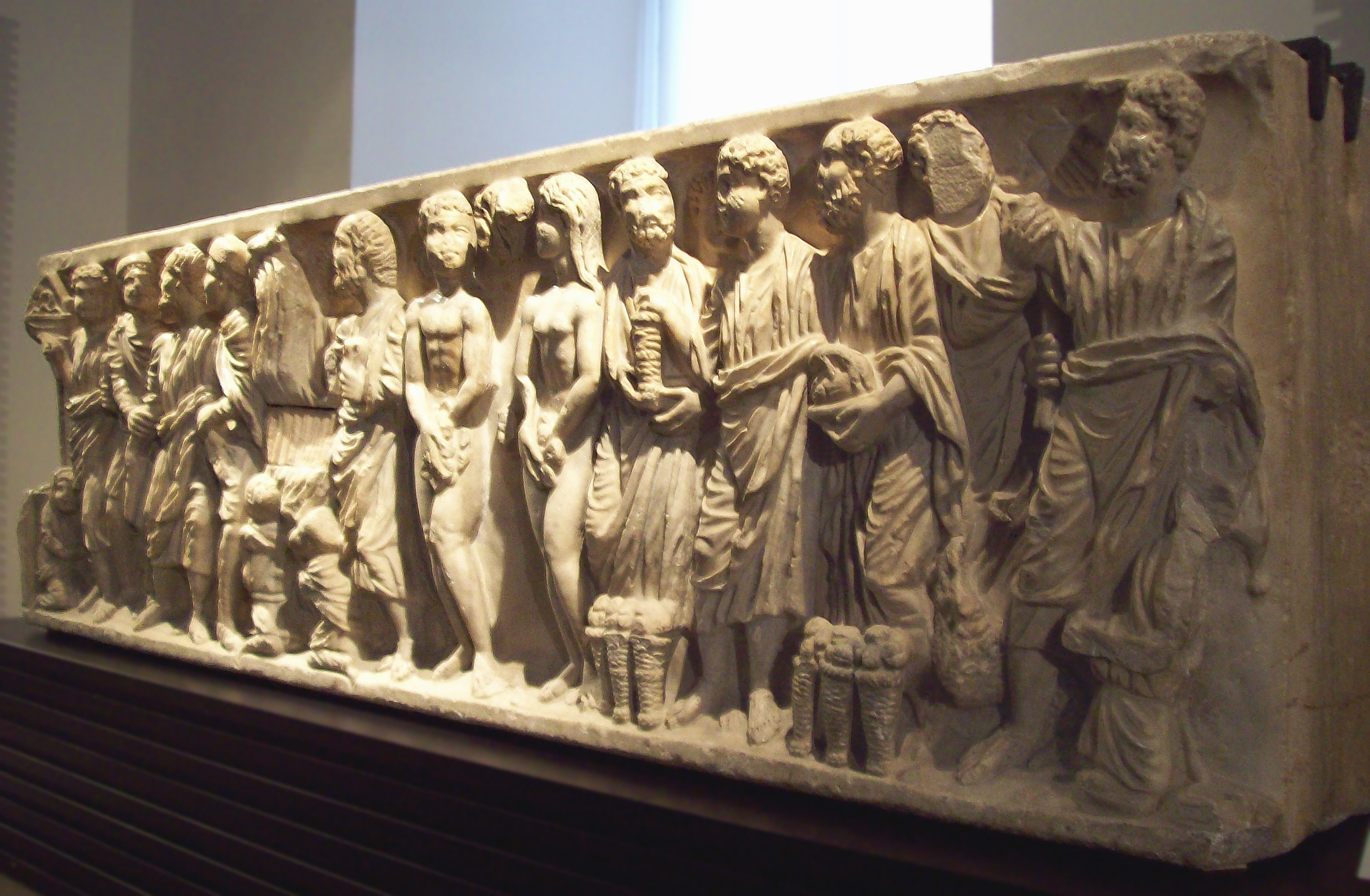
Sarcophage paléochrétien trouvé à San Justo de la Vega.